# Abtei Saint-Bénigne

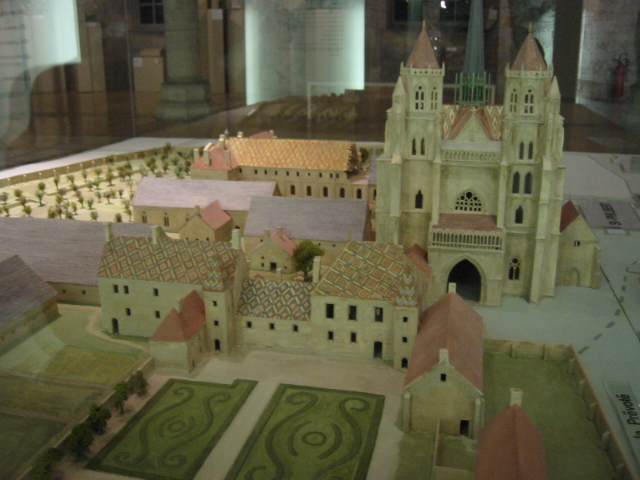
Modell des Klosters Saint-Bénigne

Die ehemalige Abtei Saint-Bénigne in Burgund war ein französisches Benediktinerkloster im Zentrum von Dijon und bestand von ihrer Gründung um 535 bis zur Auflösung während der Französischen Revolution im Jahr 1791. Die Abtei war dem heiligen Benignus von Dijon geweiht, die zugehörige Klosterkirche wurde mehrfach umgebaut sowie erneuert und im Jahr 1805 als Kathedrale von Dijon zur Bischofskirche erhoben. Die Reste der Klosterräume beherbergen seit 1930 das Archäologische Museum von Dijon.

## Geschichte

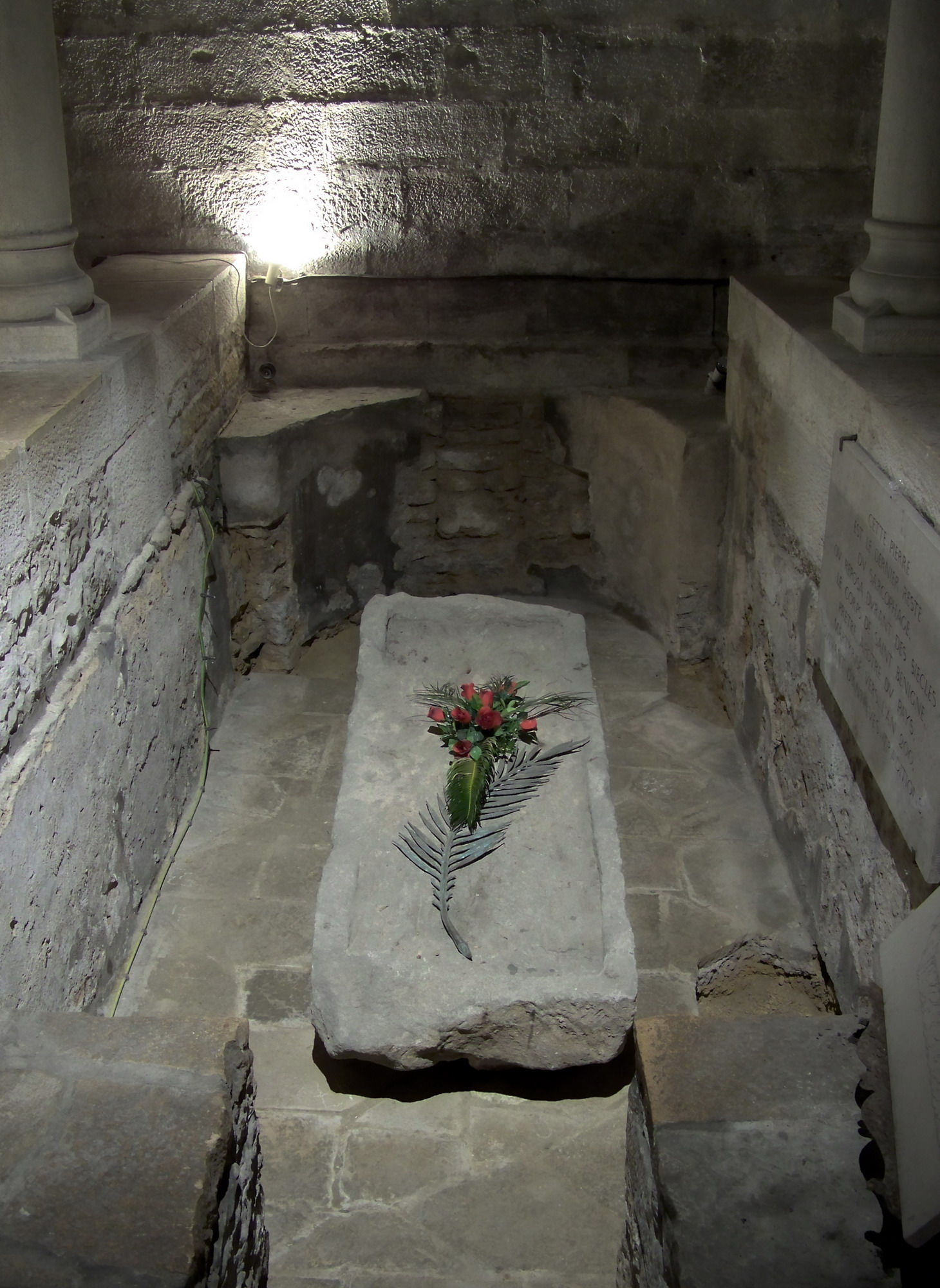
Sarkophag des heiligen Benignus in der Krypta der Kathedrale von Dijon

Während der Herrschaft des merowingischen Königs Chlodwig I. erschien zu Beginn des 6. Jahrhunderts, der Legende nach, St. Benignus dem heiligen Bischof Gregor von Langres in Dijon und bat ihn, auf seinem Grab ein Oratorium zu errichten. Gregor ließ daraufhin eine Krypta zur Aufnahme des Sarkophags mit den Gebeinen des Heiligen erbauen, die am 24. November 511 geweiht wurde. Da sich dieser Ort in den folgenden Jahren zu einem beliebten Pilgerziel für Wallfahrten entwickelte, wurde im Jahr 535 über der Krypta eine Basilika errichtet und nachfolgend bildete sich ein klösterlicher Konvent.
Der westfränkische König Karl der Kahle stattete die Abtei mit Grundbesitz rund um Dijon aus und verfügte am 21. Juli 869 in einem königlichen Dekret die Wiederherstellung des klösterlichen Lebens, welches in geistlicher als auch wirtschaftlicher Sicht unter den karolingischen Erbfolgeauseinandersetzungen des 9. Jahrhunderts erheblich gelitten hatte. Im Jahr 871 führte Bischof Isaac von Langres die Benediktinerregel verbindlich im Kloster ein und ließ die verfallende Klosterbasilika wiederherstellen und ein kreisrundes Oratorium über dem Grab des Heiligen einfügen.
990 sandte Maiolus, vierter Abt des benediktinischen Reformklosters Cluny und eine der bedeutendsten religiösen Persönlichkeiten des Mittelalters, Wilhelm von Volpiano als Leiter in die Abtei, um das klösterliche Leben im Sinne der cluniazensischen Reform neu zu gestalten. Unter Wilhelms Abbiat entwickelte sich Saint-Bénigne über Burgund hinaus zu einem spirituellen und kulturellen Zentrum und wurde Mutterhaus von knapp 40 weiteren Klöstern in Frankreich und Norditalien. Neben der geistigen Wiederbelebung war Wilhelm auch an der architektonischen Erneuerung des Klosters gelegen – so ließ er zwischen 1001 und 1018 die ursprüngliche Klosterbasilika mit ihrem hölzernen Dachstuhl abreißen und durch eine neue Klosterkirche mit einem Gewölbe unter Einbeziehung einer neuen großen, östlich gelagerten Rotunde im frühromanisch-lombardischen Baustil ersetzen.
Im Jahr 1137 zerstörte ein verheerender Großbrand die Stadt Dijon und auch das Kloster Saint-Bénigne – lediglich die Rotunde der Klosterkirche wurde von den Flammen verschont. Der damalige Klostervorsteher, Peter von Genf, ließ die Abtei in den folgenden Jahren als romanischen Klosterbau wieder aufbauen. 1272 stürzte dieser Bau teilweise ein.
Eine einschneidende architektonische Veränderung erfuhr die Klosterkirche von Saint-Bénigne in den Jahren zwischen 1280 und 1393, als das romanische Gebäude vollständig im Stil der Gotik umgebaut wurde, wobei das Westportal erhalten blieb. Zudem fand eine erhebliche Erweiterung des klösterlichen Grundbesitzes im Dezember 1287 statt, als Abt Hugo von Arc große Ländereien aus dem Besitz der Herren von Frôlois erwerben konnte.
Im siebzehnten Jahrhundert trat das Kloster der benediktinischen Kongregation von Saint-Maur bei; die Abtei wurde in der Folge dem zu jener Zeit aktuellen barocken Architekturstil entsprechend umgestaltet.
Die Geschichte des Klosters Saint-Bénigne endete schließlich im Jahr 1791, als im Lauf der Französischen Revolution alle religiösen Orden aufgelöst wurden und die letzten Mönche die Abtei verließen.

## Architektur

### Klostergebäude

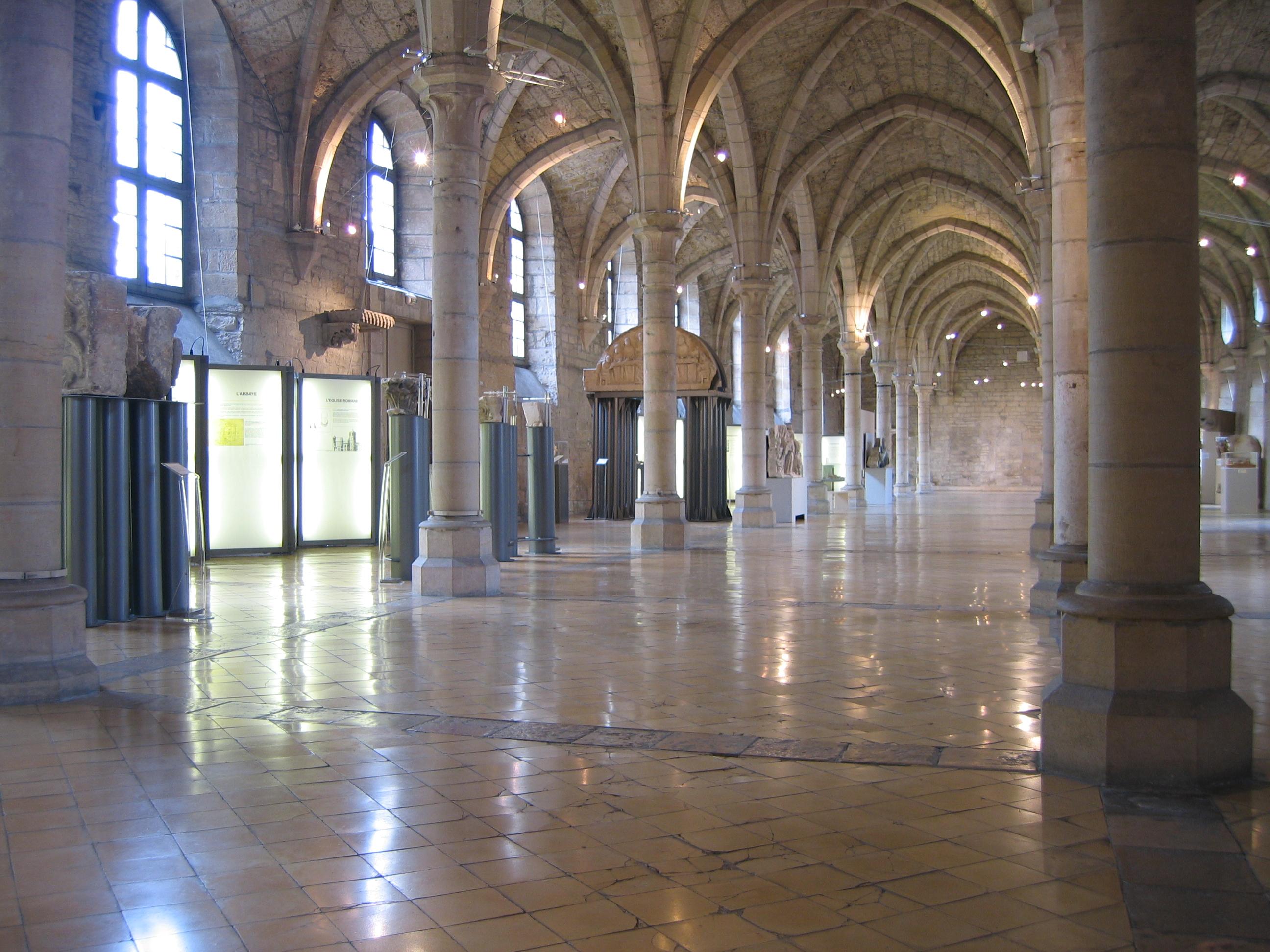
Dormitorium der Abtei

#### Schlafsaal
Das Dormitorium der Mönche wurde im späten 13. Jahrhundert als zweites Stockwerk im romanischen Kapitelhaus errichtet und 1652 mit vergrößerten Fenstern umgebaut.

#### Speisesaal
Das große Refektorium der Mönche stammt aus dem zwölften Jahrhundert und verfügt über eine Länge von 40 Meter sowie 10 Meter Breite.

#### Schreibsaal
Bei dem klösterlichen Skriptorium handelt es sich um einen Bau des frühen elften Jahrhunderts.

#### Kapitelsaal

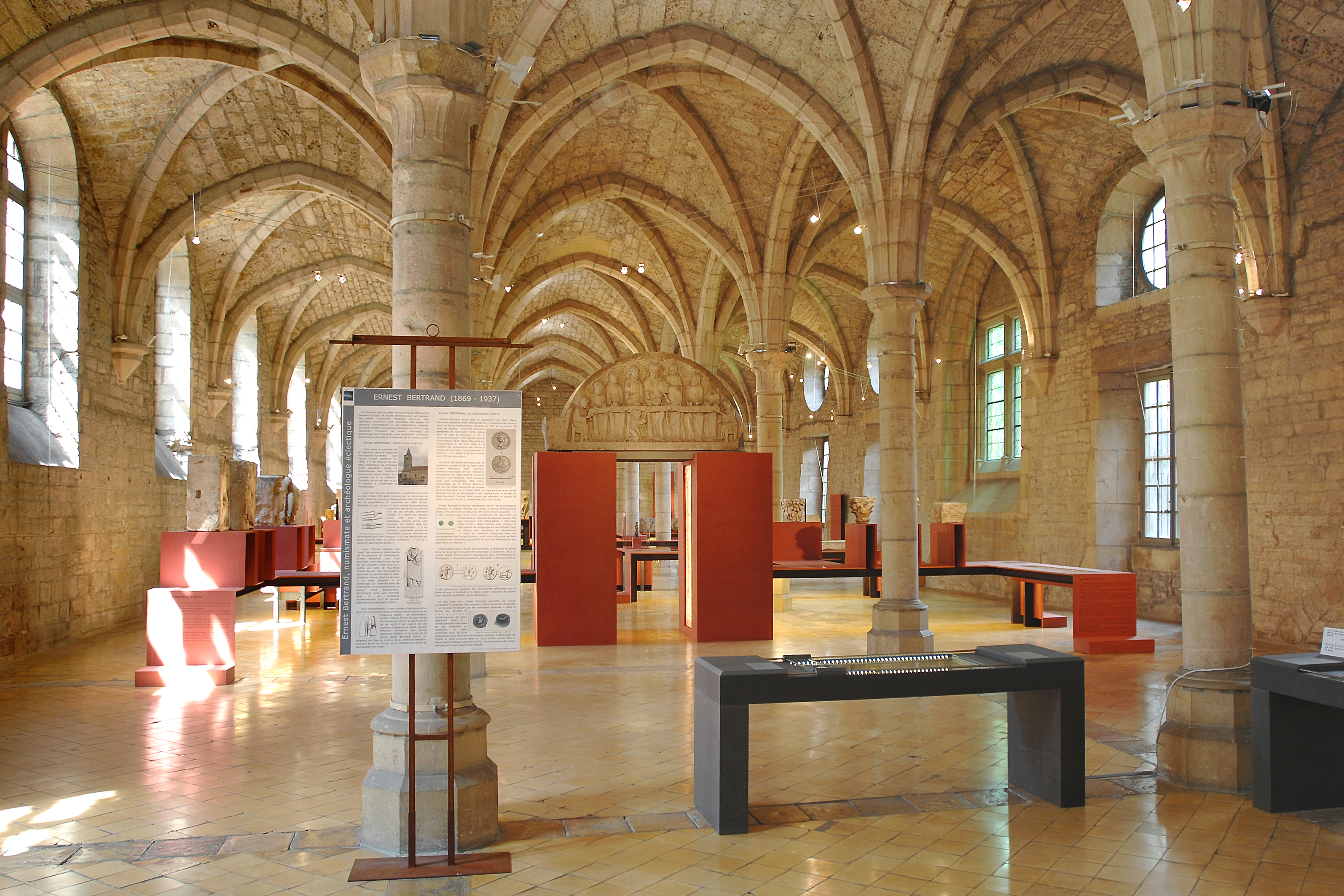
Kapitelsaal des Klosters

Die Versammlungsstätte der klösterlichen Gemeinschaft wurde ebenfalls im frühen elften Jahrhundert erbaut und ist damit der älteste noch erhaltene klösterliche Kapitelsaal Frankreichs. Darüber hinaus diente dieser Raum über den Zeitraum von dreieinhalb Jahrhunderten auch als Ort der Beisetzung – so fanden von 1130 bis 1474 fünf Äbte und zwei Adlige hier ihre letzte Ruhestätte.

#### Abtspalast
Der Repräsentationsbau der späten Äbte wurde von 1767 bis 1770 von Claude Saint-Père, einem Architekten aus Dijon, im Stil des Neoklassizismus entworfen. Erbaut wurde letzten Endes nur der linke Seitenflügel des Gebäudes – der Rest des späteren Bischofspalais blieb unvollendet.

#### Siechenhaus
Das Hospital des Klosters befand sich am Eingang zur Abtei und diente der Heilung von Mönchen, Pilgern und Reisenden.

### Kreuzgang
Der romanische Kreuzgang verband mit seinen vier Flügeln die wichtigsten Gebäude der Abtei. Die östliche Galerie beherbergte den Kapitelsaal, das Skriptorium im Erdgeschoss, den Schlafsaal im ersten Stock sowie die Küche, das Refektorium, die Bibliothek und die Unterkunft des Abtes. Hier befanden sich auch die Grabstätten von drei Äbten, fünfzehn Mönchen und Priestern, elf Adligen und einem Herzog.

### Klostergarten
Der Garten des Klosters befand sich unterhalb der Klostergebäude am Ufer der Raisne, einem Nebenfluss der Ouche.

### Friedhof

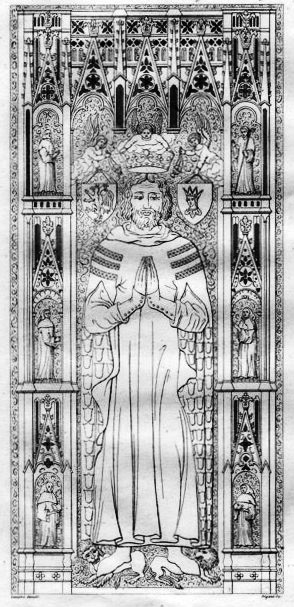
Grabplatte von Herzog Władysławs

Die ursprüngliche Begräbnisstätte der Mönche war westlich des Klosters gelegen und verfügte über eine eigene, dem heiligen Philibert geweihte Kirche. Nach dem großen Brand von 1137 und dem romanischen Neubau der noch heute existenten Grabeskirche wurde der Friedhof aufgegeben – die Bestattungen der Klosterbewohner fanden hernach innerhalb der Klostergebäude statt.

#### Grabdenkmäler
(Auflistung nicht erschöpfend)
- 1272 – Othe de Beire
- 1274 – Guillaume d'Arc
- 1389 – Władysław der Weiße, Herzog von Kujawien im Königreich Polen
- 1518 – Jean de Lantenay
- 1522 – Guillaume Sequanier